# Lutter (Eichsfeld)
Lutter település Németországban, azon belül Türingiában. Lakosainak száma 690 fő (2023. december 31.).

## Népesség
A település népességének változása:
| Lakosok száma | 722  | 714  | 722  | 707  | 719  | 690  |
|               | 2014 | 2017 | 2019 | 2021 | 2022 | 2023 |